# Los Angeles Clippers 2009-2010
La stagione 2009-10 dei Los Angeles Clippers fu la 40ª nella NBA per la franchigia.
I Los Angeles Clippers arrivarono terzi nella Pacific Division della Western Conference con un record di 29-53, non qualificandosi per i play-off.

## Roster
| N° | Naz.                   | Ruolo | Sportivo          | Anno | Alt. | Peso |
| -- | ---------------------- | ----- | ----------------- | ---- | ---- | ---- |
| 0  | Stati Uniti (bandiera) | A     | Drew Gooden       | 1981 | 208  | 104  |
| 1  | Stati Uniti (bandiera) | G     | Baron Davis       | 1979 | 191  | 95   |
| 2  | Stati Uniti (bandiera) | G     | Steve Blake       | 1980 | 191  | 78   |
| 3  | Stati Uniti (bandiera) | G     | Sebastian Telfair | 1985 | 183  | 75   |
| 5  | Stati Uniti (bandiera) | A     | Craig Smith       | 1983 | 201  | 113  |
| 6  | Stati Uniti (bandiera) | G     | Bobby Brown       | 1984 | 188  | 79   |
| 8  | Stati Uniti (bandiera) | A     | Brian Skinner     | 1976 | 206  | 116  |
| 9  | Stati Uniti (bandiera) | C     | DeAndre Jordan    | 1988 | 211  | 113  |
| 10 | Stati Uniti (bandiera) | G     | Eric Gordon       | 1988 | 191  | 101  |
| 12 | Stati Uniti (bandiera) | A     | Al Thornton       | 1983 | 203  | 100  |
| 20 | Stati Uniti (bandiera) | A     | Steve Novak       | 1983 | 208  | 100  |
| 21 | Stati Uniti (bandiera) | G     | Kareem Rush       | 1980 | 198  | 98   |
| 23 | Stati Uniti (bandiera) | AC    | Marcus Camby      | 1974 | 211  | 100  |
| 25 | Stati Uniti (bandiera) | G     | Mardy Collins     | 1984 | 198  | 100  |
| 31 | Stati Uniti (bandiera) | G     | Ricky Davis       | 1979 | 198  | 88   |
| 34 | Stati Uniti (bandiera) | A     | Travis Outlaw     | 1984 | 206  | 95   |
| 35 | Stati Uniti (bandiera) | C     | Chris Kaman       | 1982 | 213  | 122  |
| 44 | Stati Uniti (bandiera) | G     | JamesOn Curry     | 1986 | 191  | 86   |
| 45 | Stati Uniti (bandiera) | GA    | Rasual Butler     | 1979 | 201  | 93   |

## Staff tecnico
- Allenatori: Mike Dunleavy (21-28) (fino al 4 febbraio)[1], Kim Hughes (7-25)
- Vice-allenatori: Kim Hughes (fino al 4 febbraio), Tony Brown, John Lucas, Fred Vinson
- Preparatore fisico: Richard Williams
- Preparatore atletico: Jasen Powell
- Assistente preparatore: Johan Wang